# Coptis occidentalis
Coptis occidentalis är en ranunkelväxtart som först beskrevs av Thomas Nuttall, och fick sitt nu gällande namn av John Torrey och Gray. Coptis occidentalis ingår i släktet Coptis och familjen ranunkelväxter. Inga underarter finns listade i Catalogue of Life.

## Bildgalleri

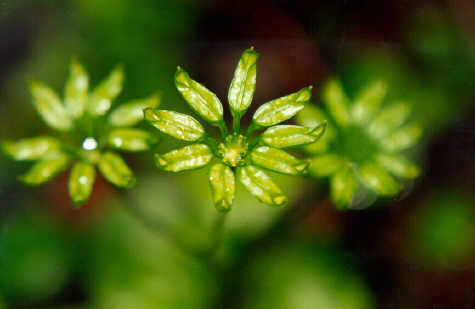